# Aeroport d'Almeria

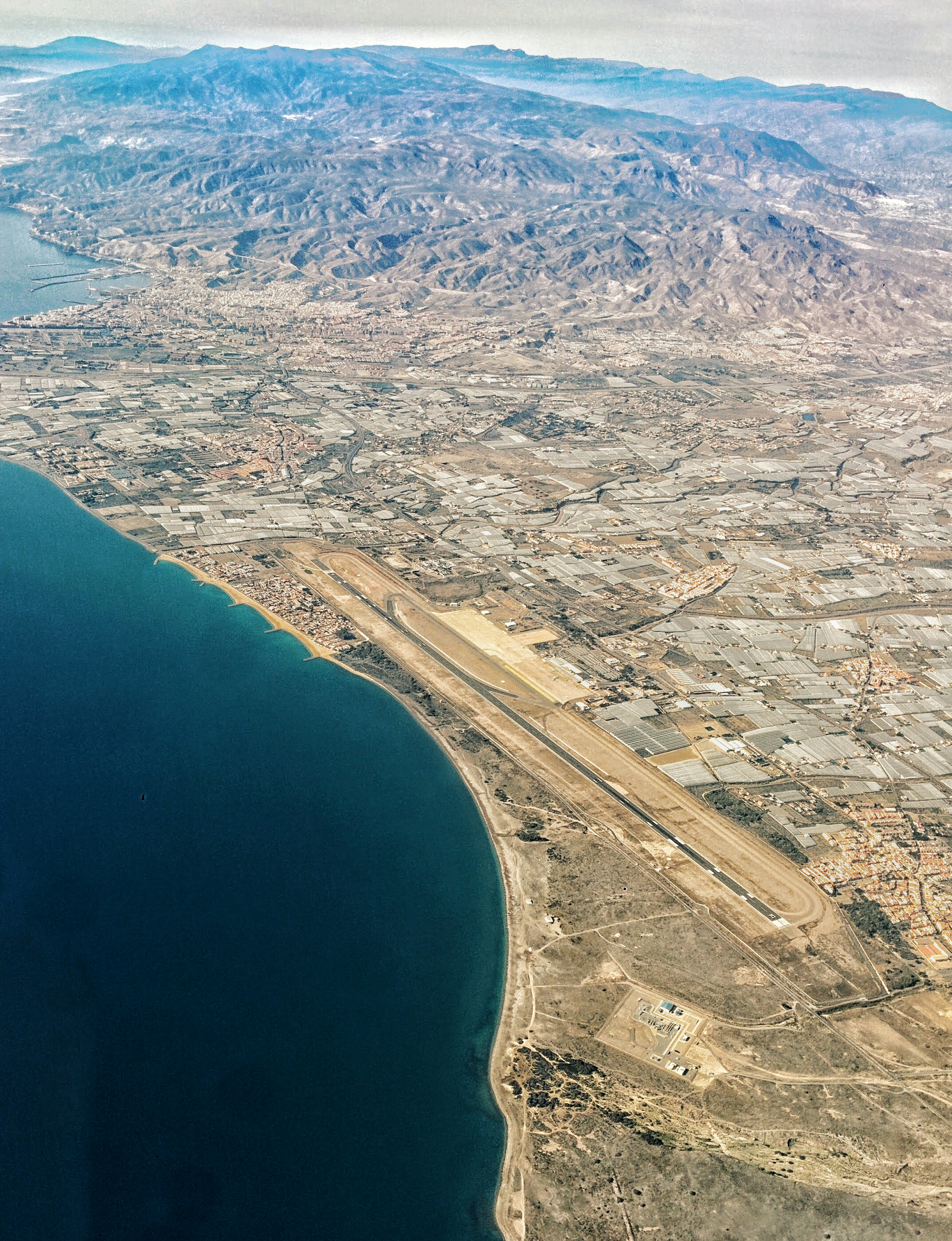
Vista aèria de l'aeroport cap a l'oest

L'aeroport d'Almeria (codi IATA: LEI, codi OACI: LEAM) és un aeroport espanyol d'Aena que a Andalusia a Espanya.
L'aeroportés devora els principals nuclis turístics de la província com ara Almeria, el Parc Natural del Cap de Gata-Níjar, El Ejido, Mojácar, Almerimar, Roquetas de Mar, Vera. Des de 2020 té el nom d'aeroport Antonio de Torres, en homenatge al lutier d'Almeria, considerat pare de la guitarra al segle xvi.
El 2009 van viatjar per l'aeroport 791.830 passatgers, amb un descens del 22,7% pel que fa a les xifres de 2008; i va haver-hi un total de 15.391 operacions d'aeronaus, un 15,8% menys que l'any anterior. També han passat per l'aeroport d'Almeria un total de 16.328 tones de càrrega, una pèrdua del 23,8% pel que fa a 2008.
L'any 2017 l'aeroport d'Almeria va incrementar el nombre de passatgers en un 9,5%, arribant així als 1.007.446, recuperant el milió de passatgers després d'anys de dades en negatiu i consolidant la quarta plaça a nivell autonòmic.
L'Aeroport Internacional d'Almeria és el quart en importància d'Andalusia i amb vols nacionals i internacionals, principalment Madrid, Barcelona, Melilla, Londres, Brussel·les i ciutats alemanyes, britàniques i de l'àmbit de la Unió Europea.
És propietat d'Aena.

## Història

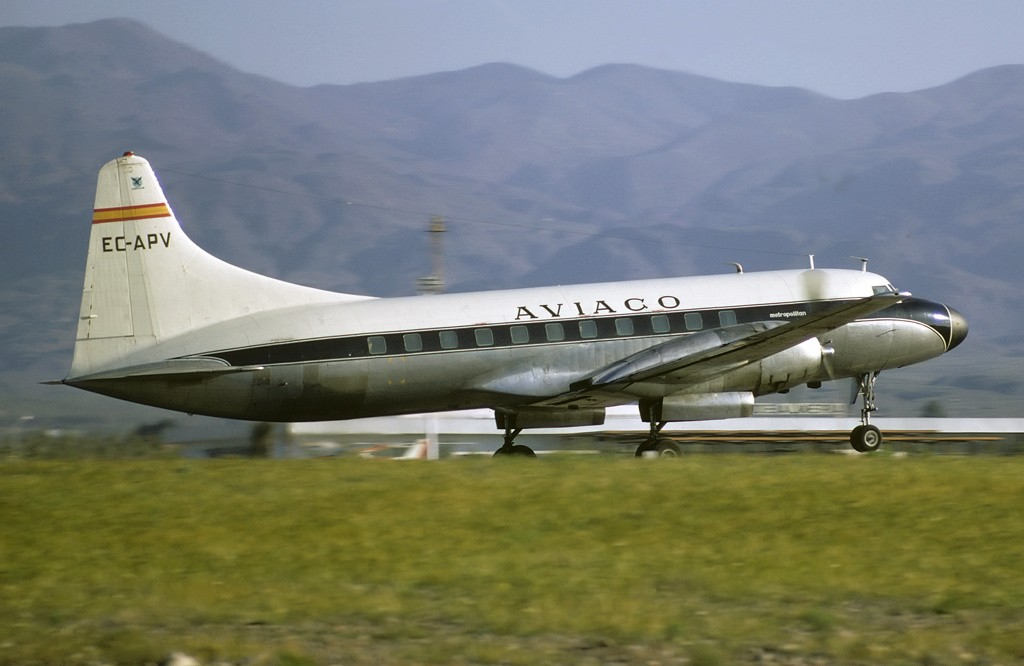
Un Convair 440 Metropolitan de la companyia Aviaco, l'any 1971.

Abans de la construcció d'aquest aeroport, l'aeròdrom més proper era a Tabernas, inaugurat el 1932 i abandonat després de la Guerra Civil Espanyola, per la seva manca d'instal·lacions fixes.
Ja en els anys 50 la població d'Almeria havia demanat un aeroport com a via de sortida de la producció agrícola. La construcció va començar el 1966 en el marc del Pla General d'Aeroports del govern franquista. La Sociedad Hidroeléctrica del Chorro va haver de tirar una línia elèctrica exclusiva per a les instal·lacions, i es va importar el ciment des de Romania i Polònia, però es va veure afectada per unes jornades de pluges torrencials que van arrasar amb tota la maquinària.
El primer vol a aterrar portava el ministre de l'Aire franquista José Lacalle, però va ser inaugurat el 6 de febrer de 1968. L'alcalde de la ciutat Guillermo Verdejo Vivas va inaugurar l'obra, acompanyat per les autoritats nacionals: Manuel Fraga Iribarne i el cap de l'Estat espanyol Francisco Franco, que hi van arribar a bord de dos avions Douglas DC-8. El disseny de l'aeroport és mèrit de l'enginyer d'Almeria Juan Valverde.
Ja al segle xxi va tenir una sèrie de millores executades pel Ministeri de Foment, que va planificar un projecte d'ampliació i modernització que va afectar gairebé tota la instal·lació. També es va proposar cap a l'any 2005, en el Pla General d'Ordenació Urbana d'Almeria, que les instal·lacions aeroportuàries fossin traslladades a la zona limítrofa amb el municipi de Níjar, en les rodalies de la pedania d'El Viso.
El 2025 hi havia una petita trentena de destinacions, totes a Europa amb vols de línia i xàrters.

## Infraestructures
- 1 pista d'aterratge de 3.200 metres
- 24 plataformes per a aeronaus

## Ús militar
L'Aeroport d'Almeria és utilitzat sovint per la Força Aèria Espanyola com a aeroport de sortida i d'arribada de militars destinats a les missions que duu a terme l'Exèrcit Espanyol a l'estranger, com a l'Afganistan. Molts d'aquests militars són legionaris, procedents de la propera Base Álvarez de Sotomayor.

## Estadístiques
| 2000 | 914.312   | 13.431 | 473 |                                   |                                   |                                   |                                   |
| 2001 | 892.311   | 13.757 | 449 |                                   |                                   |                                   |                                   |
| 2002 | 846.467   | 15.142 | 123 |                                   |                                   |                                   |                                   |
| 2003 | 839.859   | 14.918 | 53  |                                   |                                   |                                   |                                   |
| 2004 | 830.930   | 15.046 | 51  |                                   |                                   |                                   |                                   |
| 2005 | 1.073.585 | 18.269 | 53  |                                   |                                   |                                   |                                   |
| 2006 | 1.055.545 | 18.451 | 36  |                                   |                                   |                                   |                                   |
| 2007 | 1.206.634 | 20.141 | 20  |                                   |                                   |                                   |                                   |
| 2008 | 1.024.303 | 18.280 | 21  |                                   |                                   |                                   |                                   |
| 2009 | 791.837   | 15.391 | 16  |                                   |                                   |                                   |                                   |
| 2010 | 786.877   | 16.112 | 14  |                                   |                                   |                                   |                                   |
| 2011 | 780.853   | 14.946 | 9   |                                   |                                   |                                   |                                   |
| 2012 | 749.720   | 12.643 | 8   |                                   |                                   |                                   |                                   |
| 2013 | 705.514   | 10.596 | 12  |                                   |                                   |                                   |                                   |
| 2014 | 744.847   | 10.759 | 8   |                                   |                                   |                                   |                                   |
| 2015 | 691.240   | 10.278 | 19  |                                   |                                   |                                   |                                   |
| 2016 | 919.808   | 11.737 | 32  |                                   |                                   |                                   |                                   |
| 2017 | 1.007.446 | 12.218 | 574 | Font: Estadístiques anuals d'Aena | Font: Estadístiques anuals d'Aena | Font: Estadístiques anuals d'Aena | Font: Estadístiques anuals d'Aena |

## Accidents i incidents
- El 21 de gener de 2010, un helicòpter AW-139SAR de la Societat de Salvament i Seguretat Marítima s'estavella a 4,5 milles al sud de l'aeroport quan tornava, hi van morir tres tripulants.[6]

## Registres meteorològics
| Dades Climàtiques                                                                               | Dades Climàtiques | Dades Climàtiques | Dades Climàtiques | Dades Climàtiques | Dades Climàtiques | Dades Climàtiques | Dades Climàtiques | Dades Climàtiques | Dades Climàtiques | Dades Climàtiques | Dades Climàtiques | Dades Climàtiques | Dades Climàtiques | Dades Climàtiques                    |
| ----------------------------------------------------------------------------------------------- | ----------------- | ----------------- | ----------------- | ----------------- | ----------------- | ----------------- | ----------------- | ----------------- | ----------------- | ----------------- | ----------------- | ----------------- | ----------------- | ------------------------------------ |
| '                                                                                               | '                 | GEN               | FEB               | MAR               | ABR               | MAI               | JUN               | JUL               | AGO               | SET               | OCT               | NOV               | DES               | Observacions                         |
| Tª màx (°C)                                                                                     | 40,6              | 22,4              | 25,2              | 28,2              | 29,6              | 34,2              | 40,6              | 39,2              | 39                | 36                | 31,6              | 28                | 24,4              | Temperatures màximes absolutes       |
| Tª min (°C)                                                                                     | 0,1               | 0,1               | 3,6               | 3,2               | 8,3               | 10,2              | 13,2              | 15,4              | 15,2              | 10,1              | 12                | 5,4               | 5                 | Temperatures mínimes absolutes       |
| Tª mig (°C)                                                                                     | 19,2              | 12,8              | 13,5              | 15,4              | 17,2              | 20,1              | 24                | 26                | 26,7              | 24,1              | 20,7              | 16,1              | 13,7              | Temperatures mitjanes                |
| H.R. (%)                                                                                        | 64                | 66                | 66                | 64                | 62                | 63                | 60                | 60                | 62                | 65                | 67                | 64                | 66                | Humitat relativa ambiental mitjana   |
| P.T. (mm)                                                                                       | 186,4             | 25,3              | 20,5              | 15                | 20,5              | 13,2              | 1,7               | 0,3               | 0,5               | 10,8              | 26,3              | 18,4              | 34                | Mitjana de les precipitacions totals |
| Hores sol                                                                                       | 2948              | 193               | 196               | 240               | 240               | 283               | 327               | 347               | 316               | 254               | 211               | 182               | 175               | Mitjana de les hores de sol totals   |
| Dades registrades a l'estació meteorològica de l'Aeroport d'Almeria entre els anys 1997 i 2007. |                   |                   |                   |                   |                   |                   |                   |                   |                   |                   |                   |                   |                   |                                      |